# Mannophryne neblina
Mannophryne neblina (Test, 1956) è un anfibio anuro, appartenente alla famiglia degli Aromobatidi.

## Distribuzione e habitat
È endemica del Parco nazionale Henri Pittier in Venezuela. Si trova tra i 900 e i 1100 metri di altitudine nello stato di Aragua.